# Acomulco
Acomulco är en ort i Mexiko.   Den ligger i kommunen Calcahualco och delstaten Veracruz, i den sydöstra delen av landet, 210 km öster om huvudstaden Mexico City. Acomulco ligger 1 978 meter över havet och antalet invånare är 216.
Terrängen runt Acomulco är kuperad österut, men västerut är den bergig. Runt Acomulco är det tätbefolkat, med 331 invånare per kvadratkilometer. Närmaste större samhälle är Huatusco de Chicuellar, 18,6 km öster om Acomulco. Omgivningarna runt Acomulco är en mosaik av jordbruksmark och naturlig växtlighet.